# Born Under a Bad Sign
Born Under a Bad Sign è il secondo album in studio del chitarrista e cantante statunitense Albert King, pubblicato nel 1967.

## Tracce
Side 1
1. Born Under a Bad Sign – 2:47 (William Bell, Booker T. Jones)
2. Crosscut Saw – 2:35 (R.G. Ford)
3. Kansas City – 2:33 (Jerry Leiber, Mike Stoller)
4. Oh, Pretty Woman – 2:48 (A.C. Williams)
5. Down Don't Bother Me – 2:10 (Albert King)
6. The Hunter – 2:45 (Booker T. Jones, Carl Wells, Steve Cropper, Donald Dunn, Al Jackson Jr.)

Side 2
1. I Almost Lost My Mind – 3:30 (Ivory Joe Hunter)
2. Personal Manager – 4:31 (Albert King, David Porter)
3. Laundromat Blues – 3:21 (Sandy Jones)
4. As the Years Go Passing By – 3:48 (Deadric Malone)
5. The Very Thought of You – 3:46 (Ray Noble)

## Formazione
- Albert King - chitarra, voce
- Booker T. Jones - tastiera, organo, pianoforte
- Isaac Hayes - tastiera, pianoforte
- Steve Cropper - chitarra
- Donald Dunn - basso
- Al Jackson Jr. - batteria
- Wayne Jackson - tromba
- Andrew Love - sassofono tenore
- Joe Arnold - sassofono baritono, flauto